# Ambolestes
Ambolestes is een geslacht van uitgestorven zoogdieren behorend tot de Eutheria dat in het Vroeg-Krijt voorkwam in het tegenwoordige Oost-Azië (China). Het omvat als enige soort Ambolestes zhoui, bekend van één compleet skelet uit de Yixianformatie (126 miljoen jaar geleden), onderdeel van de fossiele Jehol biota uit de Chinese provincie Liaoning. Ambolestes is een van de meest basale eutheriërs en vertoont een combinatie van kenmerken van zowel vroege eutheriërs als vroege metatheriërs. Dit is verantwoordelijk voor de soortnaam Ambolestes: 'ambo' is Latijn voor 'beide', terwijl '-lestes' (Grieks voor 'rover') een populair achtervoegsel is voor fossiele zoogdieren. De soortaanduiding eert de invloedrijke paleontoloog Zhou Zhonghe uit Jehol.

## Beschrijving
Ambolestes was een vrij klein insectivoor zoogdier, met een geschat gewicht van 34 tot 44 gram (ongeveer de grootte van een hedendaagse opossum, Marmosa). Het was qua uiterlijk en gewoonten waarschijnlijk vergelijkbaar met andere vermoedelijke theriërs uit de Yixianformatie, zoals Eomaia en Sinodelphys.
Er zijn verschillende overeenkomsten tussen Ambolestes en Sinodelphys. Van beide wordt verondersteld dat ze acht postcaninale boventanden (vijf premolaren en drie molaren) en zeven postcaninale ondertanden (vier premolaren en drie molaren) aan elke kant van de schedel hebben. De achterste premolaren zijn vergelijkbaar met de lange, scherpe tribosfenische molaren (hoewel de premolaren geen protocone hebben). Vroegere premolaren zijn kleiner, lemmetvormig en staan ver uit elkaar. De vorm en het aantal snijtanden zijn onbekend bij Ambolestes, terwijl de hoektanden duidelijk dubbelgeworteld zijn. De pols heeft vergrote scaphoïden, hamaten en triquetrum botten, vergelijkbaar met Sinodelphys en metatheriërs. Andere kenmerken lijken meer op die van Eomaia en eutheriërs: de mandibulaire hoek is niet ingesneden en het trapeziumbot van de pols is ook groot.
Ambolestes draagt een ectotympanisch bot van het middenoor, een kwetsbaar bot dat zelden bewaard is gebleven bij fossielen van zoogdieren uit het Mesozoïcum. Het ectotympanisch bot is hoefijzervormig en verdikt aan de onderste helft, vergelijkbaar met dat van kortstaartige opossums (Monodelphis). Het onderste deel van het ectotympanisch bot bevat een kleine groef, de meckeliaanse sulcus. De sulcus is een overblijfsel van het meckelkraakbeen, een dunne plaat die bij vroegere zoogdieren de middenoorbeentjes met de kaak verbond. Net als bij andere theriërs is het voorste deel van de malleus naar beneden gebogen en verbonden met de voorste rand van het ectotympanicum, volgens een facet op laatstgenoemd bot. Ambolestes is ook het eerste zoogdier uit het Mesozoïcum dat ontdekt is met een compleet tongapparaat. Het tongbeen bestaat uit zeven verbonden botten, vergelijkbaar met dat van sommige eekhoorns, hoewel de onderste zijtanden vergroot zijn, meer verwant aan het uit vijf botten bestaande tongbeen van buideldieren.

## Indeling
Volgens een fylogenetische analyse door Bi et al. (2018) vormt Ambolestes een kleine clade met Montanalestes, Acristatherium en Sinodelphys aan de basis van Eutheria. In 2022 werd de nieuwe eutheriër Cokotherium aan de clade toegevoegd, terwijl Acristatherium naar de kroon verschoof (dichter bij de placentale zoogdieren). Ambolestes en zijn basale eutherische clade nodigen uit tot een herevaluatie van de voorouderlijke omstandigheden bij de gemeenschappelijke voorouder van Eutheria en Metatheria. Sinodelphys bijvoorbeeld werd algemeen beschouwd als de oudst bekende metatheriër in de meeste onderzoeken vóór 2018. Als Sinodelphys en Ambolestes beschouwd worden als eutheriërs, zouden zij aantonen dat vroege eutheriërs meer op metatheriërs leken dan tot nu toe werd aangenomen. De eliminatie van Sinodelphys uit Metatheria zou ook de spooklijn tussen de oudste eutheriërs (Juramaia, 160 miljoen jaar geleden) en de op één na oudste metatheriërs (deltatheroïden en marsupialiformen, 110 miljoen jaar geleden) uitbreiden.